# Wilfried Seegler
Wilfried „Willi“ Seegler (* 2. Dezember 1954 in Hilden) ist ein ehemaliger deutscher Fußballspieler.

## Sportlicher Werdegang
Seegler spielte ab 1972 in der Wettkampfmannschaft des VfB 03 Hilden, mit dem er 1977 als Meister der Landesliga Niederrhein in die seinerzeit drittklassige Verbandsliga aufstieg. Der Klub stieg zwar am Ende der Spielzeit 1977/78 als Tabellenvorletzter direkt wieder ab − aufgrund der Einführung der Oberliga Nordrhein bedeutete dies den Absturz in die Fünftklassigkeit −, Seegler hatte jedoch höherklassig auf sich aufmerksam gemacht.
Im Sommer 1978 schloss sich Seegler der SG Union Solingen an, die in der 2. Bundesliga antrat. Unter Trainer Horst Franz debütierte er direkt am ersten Spieltag der Spielzeit 1978/79 bei einer 1:3-Niederlage bei Rot-Weiß Lüdenscheid als Einwechselspieler für Vojin Jovanović, später im Saisonverlauf etablierte er sich in der Stammformation und erzielte nach seinem Debüttreffer beim 1:1-Remis gegen Holstein Kiel am zwölften Spieltag in 32 Saisonspielen fünf Treffer. In den beiden folgenden Spielzeiten avancierte er als regelmäßiger Torschütze zu einem Garanten dafür, dass ich der Klub im vorderen Mittelfeld platzierte und am Ende der Spielzeit 1980/81 für die eingleisige 2. Bundesliga qualifizierte. Dort erzielte er in der Spielzeit 1981/82 als Stammspieler nochmals fünf Saisontore.
1982 verließ Seegler nach 138 Zweitligaspielen, in denen er 40 Tore – damit rangiert er in der ewigen Zweitligatorschützenliste von Union Solingen hinter den Stürmern Werner Lenz (95), Daniel Jurgeleit (59) und Wolfgang Schäfer (44) an vierter Stelle – erzielte den Klub und ließ in Erkrath beim SC Rhenania Hochdahl die Karriere parallel zu seiner hauptberuflichen Tätigkeit als Werkzeugmacher ausklingen.